# Miskan
Miskan (arabisch مسكان, DMG Miskān) ist eine kleine, unbewohnte Insel im Persischen Golf vor Kuwait. Sie liegt südlich der Insel Bubiyan.
Miskan ist etwa 1,2 Kilometer lang und 800 Meter breit. Die Entfernung zwischen ihr und der südlich angrenzenden Insel Failaka beträgt etwa 3,2 Kilometer. Die Entfernung zwischen Miskan und dem nächstgelegenen Teil des kuwaitischen Festlandes beträgt etwa 24 Kilometer. Auf der Insel gibt es keine lebenswichtigen Aktivitäten außer einem Leuchtturm (Jazirat Maskan Lighthouse), um nachts die Schiffe im Persischen Golf zu führen. Diese Insel ist wichtig, weil sie ein Glied in einer Kette von Inseln entlang der kuwaitischen Küste von Norden nach Süden ist, die Kuwait eine Verteidigungslinie bieten.